# Étampes (quận)
Quận Étampes là một quận của Pháp, nằm ở tỉnh Essonne, trong vùng Île-de-France. Quận này có 6 tổng và 79 xã.

## Các đơn vị hành chính

### Các tổng
Các tổng của quận Étampes là: 
1. Dourdan
2. Étampes
3. Étréchy
4. La Ferté-Alais
5. Méréville
6. Saint-Chéron

### Các xã
Các xã của quận Étampes, và mã INSEE là: 
| 1. Abbéville-la-Rivière (91001)        | 2. Angerville (91016)                 | 3. Angervilliers (91017)         |
| 4. Arrancourt (91022)                  | 5. Authon-la-Plaine (91035)           | 6. Auvers-Saint-Georges (91038)  |
| 7. Baulne (91047)                      | 8. Blandy (91067)                     | 9. Bois-Herpin (91075)           |
| 10. Boissy-la-Rivière (91079)          | 11. Boissy-le-Cutté (91080)           | 12. Boissy-le-Sec (91081)        |
| 13. Boissy-sous-Saint-Yon (91085)      | 14. Bouray-sur-Juine (91095)          | 15. Boutervilliers (91098)       |
| 16. Boutigny-sur-Essonne (91099)       | 17. Bouville (91100)                  | 18. Breuillet (91105)            |
| 19. Breux-Jouy (91106)                 | 20. Brières-les-Scellés (91109)       | 21. Brouy (91112)                |
| 22. Cerny (91129)                      | 23. Chalo-Saint-Mars (91130)          | 24. Chalou-Moulineux (91131)     |
| 25. Chamarande (91132)                 | 26. Champmotteux (91137)              | 27. Chatignonville (91145)       |
| 28. Chauffour-lès-Étréchy (91148)      | 29. Congerville-Thionville (91613)    | 30. Corbreuse (91175)            |
| 31. D'Huison-Longueville (91198)       | 32. Dourdan (91200)                   | 33. Estouches (91222)            |
| 34. Fontaine-la-Rivière (91240)        | 35. Guigneville-sur-Essonne (91293)   | 36. Guillerval (91294)           |
| 37. Itteville (91315)                  | 38. Janville-sur-Juine (91318)        | 39. La Ferté-Alais (91232)       |
| 40. La Forêt-Sainte-Croix (91248)      | 41. La Forêt-le-Roi (91247)           | 42. Lardy (91330)                |
| 43. Le Val-Saint-Germain (91630)       | 44. Les Granges-le-Roi (91284)        | 45. Marolles-en-Beauce (91374)   |
| 46. Mauchamps (91378)                  | 47. Mespuits (91399)                  | 48. Mondeville (91412)           |
| 49. Monnerville (91414)                | 50. Morigny-Champigny (91433)         | 51. Mérobert (91393)             |
| 52. Méréville (91390)                  | 53. Ormoy-la-Rivière (91469)          | 54. Orveau (91473)               |
| 55. Plessis-Saint-Benoist (91495)      | 56. Puiselet-le-Marais (91508)        | 57. Pussay (91511)               |
| 58. Richarville (91519)                | 59. Roinville (91525)                 | 60. Roinvilliers (91526)         |
| 61. Saclas (91533)                     | 62. Saint-Chéron (91540)              | 63. Saint-Cyr-la-Rivière (91544) |
| 64. Saint-Cyr-sous-Dourdan (91546)     | 65. Saint-Escobille (91547)           | 66. Saint-Hilaire (91556)        |
| 67. Saint-Maurice-Montcouronne (91568) | 68. Saint-Sulpice-de-Favières (91578) | 69. Saint-Yon (91581)            |
| 70. Sermaise (91593)                   | 71. Souzy-la-Briche (91602)           | 72. Torfou (91619)               |
| 73. Valpuiseaux (91629)                | 74. Vayres-sur-Essonne (91639)        | 75. Videlles (91654)             |
| 76. Villeconin (91662)                 | 77. Villeneuve-sur-Auvers (91671)     | 78. Étampes (91223)              |
| 79. Étréchy (91226)                    |                                       |                                  |